# Darija Jurak
Darija Jurak (Zagreb, 5 de abril de 1984) es una tenista profesional croata, especialista en dobles dónde ha llegado a ser top10 mundial. En concreto, su mejor posición la logró en noviembre de 2021 cuando fue la 9 mejor tenista del ranking WTA.

## Títulos WTA (9; 0+9)

### Dobles (9)
| Leyenda                                |
| -------------------------------------- |
| Grand Slam (0)                         |
| WTA Tour Championships (0)             |
| P. Mandatory & Premier 5, WTA 1000 (1) |
| Premier, WTA 500 (3)                   |
| International, WTA 250 (5)             |

| N.º | Fecha                 | Torneos     | Superficie | Pareja              | Oponentes                            | Resultado           |
| --- | --------------------- | ----------- | ---------- | ------------------- | ------------------------------------ | ------------------- |
| 1.  | 6 de abril de 2014    | Monterrey   | Dura       | Megan Moulton-Levy  | Tímea Babos Olga Govortsova          | 7-6(5), 3-6, [11-9] |
| 2.  | 20 de febrero de 2016 | Dubái       | Dura       | Chia-Jung Chuang    | Caroline Garcia Kristina Mladenovic  | 6-4, 6-4            |
| 3.  | 25 de junio de 2016   | Eastbourne  | Hierba     | Anastasia Rodionova | Hao-Ching Chan Yung-Jan Chan         | 5-7, 7-6(4), [10-6] |
| 4.  | 4 de marzo de 2017    | Acapulco    | Dura       | Anastasia Rodionova | Verónica Cepede Royg Mariana Duque   | 6-3, 6-2            |
| 5.  | 5 de agosto de 2018   | Washington  | Dura       | Xinyun Han          | Alexa Guarachi Erin Routliffe        | 6-3, 6-2            |
| 6.  | 23 de agosto de 2019  | Nueva York  | Dura       | María José Martínez | Margarita Gasparyan Monica Niculescu | 7-5, 2-6, [10-7]    |
| 7.  | 13 de marzo de 2021   | Dubái       | Dura       | Alexa Guarachi      | Xu Yifan Zhaoxuan Yang               | 6-0, 6-3            |
| 8.  | 26 de junio de 2021   | Bad Homburg | Hierba     | Andreja Klepač      | Nadiia Kichenok Ioana Raluca Olaru   | 6-3, 6-1            |
| 9.  | 8 de agosto de 2021   | San José    | Dura       | Andreja Klepač      | Gabriela Dabrowski Luisa Stefani     | 6-1, 7-5            |

#### Finalista (11)
| N.º | Fecha                    | Torneos         | Superficie    | Pareja              | Oponentes                                  | Resultado        |
| --- | ------------------------ | --------------- | ------------- | ------------------- | ------------------------------------------ | ---------------- |
| 1.  | 14 de julio de 2012      | Palermo         | Tierra batida | Katalin Marosi      | Renata Voráčová Barbora Záhlavová-Strýcová | 6-7(5), 4-6      |
| 2.  | 12 de abril de 2015      | Charleston      | Tierra batida | Casey Dellacqua     | Martina Hingis Sania Mirza                 | 0-6, 4-6         |
| 3.  | 18 de octubre de 2015    | Tianjin         | Dura          | Nicole Melichar     | Xu Yifan Saisai Zheng                      | 2-6, 6-3, [8-10] |
| 4.  | 24 de julio de 2016      | Stanford        | Dura          | Anastasia Rodionova | Raquel Atawo Abigail Spears                | 3-6, 4-6         |
| 5.  | 5 de febrero de 2017     | San Petersburgo | Dura (i)      | Xenia Knoll         | Jeļena Ostapenko Alicja Rosolska           | 6-3, 2-6, [5-10] |
| 6.  | 16 de septiembre de 2018 | Quebec          | Dura (i)      | Xenia Knoll         | Asia Muhammad María Sánchez                | 4-6, 3-6         |
| 7.  | 19 de octubre de 2018    | Moscú           | Dura (i)      | Ioana Raluca Olaru  | Alexandra Panova Laura Siegemund           | 2-6, 6-7(2)      |
| 8.  | 17 de enero de 2020      | Adelaida        | Dura          | Gabriela Dabrowski  | Nicole Melichar Xu Yifan                   | 6-2, 5-7, [5-10] |
| 9.  | 22 de mayo de 2021       | Parma           | Tierra batida | Andreja Klepač      | Cori Gauff Caty McNally                    | 3-6, 2-6         |
| 10. | 15 de agosto de 2021     | Montreal        | Dura          | Andreja Klepač      | Gabriela Dabrowski Luisa Stefani           | 3-6, 4-6         |
| 11. | 9 de enero de 2022       | Adelaida        | Dura          | Andreja Klepač      | Ashleigh Barty Storm Sanders               | 1-6, 4-6         |